# Dwayne De Rosario
Pour les articles homonymes, voir Rosario (homonymie).
Dwayne Anthony De Rosario, né le 15 mai 1978 à Scarborough en Ontario, est un joueur international canadien de soccer évoluant au poste de milieu offensif. Joueur emblématique de la sélection canadienne, il a joué durant l'essentiel de sa carrière en MLS et a marqué l'histoire de cette ligue.   
Il est le cousin de l'athlète Priscilla Lopes-Schliep.

## Biographie
Le 18 novembre 2011, il est élu meilleur joueur de la saison de la MLS (Major League Soccer MVP Award).
En fin de contrat avec D.C. United, De Rosario est recruté via le système de repêchage de la MLS par le Toronto FC le 18 décembre 2013.
Le 10 mai 2015, il annonce officiellement la fin de sa carrière de joueur et devient ambassadeur de Maple Leaf Sports & Entertainment.

## Palmarès et distinctions

### En club

#### Récompenses collectives
Earthquakes de San José
- Vainqueur de la Coupe MLS en 2001 et 2003
- Vainqueur du Supporters' Shield en 2005

 Dynamo de Houston
- Vainqueur de la Coupe MLS en 2006 et 2007

 Toronto FC
- Vainqueur du Championnat canadien en 2009 et 2010

 D.C. United
- Vainqueur de la Coupe des États-Unis en 2013

#### Distinctions individuelles
- MLS Most Valuable Player en 2011
- MLS Golden Boot en 2011
- MLS Best XI en 2005, 2006, 2007, 2009, 2010 et 2011
- MLS Goal of the Year en 2004 et 2005
- MLS Cup Most Valuable Player en 2001 et 2007
- Toronto FC Player of the Year en 2009
- Joueur canadien de l'année en 2005, 2006, 2007 et 2011
- Canadian Championship Golden Boot en 2009 et 2010
- George Gross Memorial Trophy en 2009 et 2010

### En équipe nationale
Canada
- Vainqueur de la Gold Cup en 2000